# Mikojan-Gurewitsch Je-155M
Je-155M (russisch Е-155М «Изделие 99» ‚Erzeugnis 99‘) bezeichnet die Variante der MiG-25 mit dem leistungsgesteigerten Triebwerk Tumanski R-15BF2-300. Es wurden vier Flugzeuge gebaut: der Abfangjäger MiG-25M (№ 710) und drei Aufklärungsflugzeuge MiG-25RB № 401, № 601 und № 703.
Unter der Bezeichnung Je-266M wurden № 601 und № 703 für Rekordflüge genutzt.

## Geschichte
1972 begannen Untersuchungen zur Verbesserung der Parameter Geschwindigkeit, Flughöhe, Steigleistung und Reichweite der MiG-25. Mit leistungsstärkeren Varianten der Triebwerke und mit dem Verzicht auf Aluminium in der Struktur sollte die Mach-3-Schwelle überwunden werden.
Die Abfangjägerversion MiG-25M (Seriennummer 84-019175, Triebwerk Tumanski R-15BF-300) entstand 1973 in der Flugzeugfabrik Gorki. Nach der Umrüstung auf das leistungsgesteigerte R-15BF2-300 wurde die Seriennummer auf 84-1710 (Nr. 710) geändert. Nach dem Erstflug am 12. Juli 1973 mit Pjotr Maximowitsch Ostapenko flogen Alexander Wassiljewitsch Fedotow, B. Orlow, A. Fastowez, N. Kononow und W. Iwanow mit dem Flugzeug. Die MiG-25M erreichte mit vier Wympel-R-40M-Raketen in 24.200 m Höhe 3200 km/h Geschwindigkeit im Horizontalflug. Mit 15–20 % höherer Maximalgeschwindigkeit ohne Bewaffnung ist es das schnellste Flugzeug in der Geschichte. Geplant war eine zusätzliche Bewaffnung mit Wympel-R-60M-Raketen und einer GSch-23-Maschinenkanone.
Mit der Aufklärerversion MiG-25RB (Nr. 601) wurden am 17. Mai 1975 Steigzeitrekorde auf 25, 30 und 35 Kilometer aufgestellt. Beim Start vom Flugplatz Ramenskoje hob die Je-155M mit etwa 24 t Abflugmasse nach 6 Sekunden ab und erreichte eine maximale Steiggeschwindigkeit von mehr als 500 m/s (zum Vergleich MiG-29: 330 m/s). Nach diesem Rekordflug wurden die Tragflächen dort abgebaut und an der MiG-25M (Nr. 710) angebaut und für weitere Flüge bis April 1977 genutzt. Danach wurde das Projekt Je-155M zugunsten der Je-155MP (Erzeugnis 83) oder MiG-31 beendet.
Die MiG-25RB mit der Nummer 703 wurde im Februar 1976 fertiggestellt. Im Juli und August 1977 wurden damit von A. Fedotow drei Höhenrekorde in der FAI-Klasse C1 G3 aufgestellt: 37.080 m mit 1000 kg/2000 kg Nutzlast und 37.650 m ohne Nutzlast. Diese Rekorde haben wie die Steigzeitrekorde der Nr. 601 Bestand. Dabei wurde auch versucht, den Höhenrekord der SR-71 – 25.929 m für 90 Sekunden – zu übertreffen. Während eines Probefluges flog die Nr. 703 mit Testpilot A. Fastowets kurzzeitig in über 27 Kilometern Höhe. Ein weiterer Rekordflugversuch ist bei einer Geschwindigkeit größer als Mach 3 nach einer Beschädigung der Flugzeugstruktur wegen Überhitzung abgebrochen worden.

## Technische Daten
| Kenngröße                                | Daten                                                            |
| ---------------------------------------- | ---------------------------------------------------------------- |
| Besatzung                                | 1                                                                |
| Länge                                    | 22,3 m                                                           |
| Spannweite                               | 14,1 m                                                           |
| Höhe                                     | 6 m                                                              |
| Startmasse                               | 36.000 – 41.000 kg                                               |
| Höchstgeschwindigkeit (mit Bewaffnung)   | 3200 km/h                                                        |
| Dienstgipfelhöhe (mit Bewaffnung)        | 24.200 m                                                         |
| max. Flughöhe                            | 37.650 m                                                         |
| Reichweite mit Überschallgeschwindigkeit | bis zu 2510 km                                                   |
| Triebwerke                               | zwei Strahltriebwerke Tumanski R-15BF2-300                       |
| Schubkraft                               | - mit Nachbrenner: 2 × 132,3 kN - ohne Nachbrenner: 2 × 107,2 kN |

## Erhaltene Exemplare

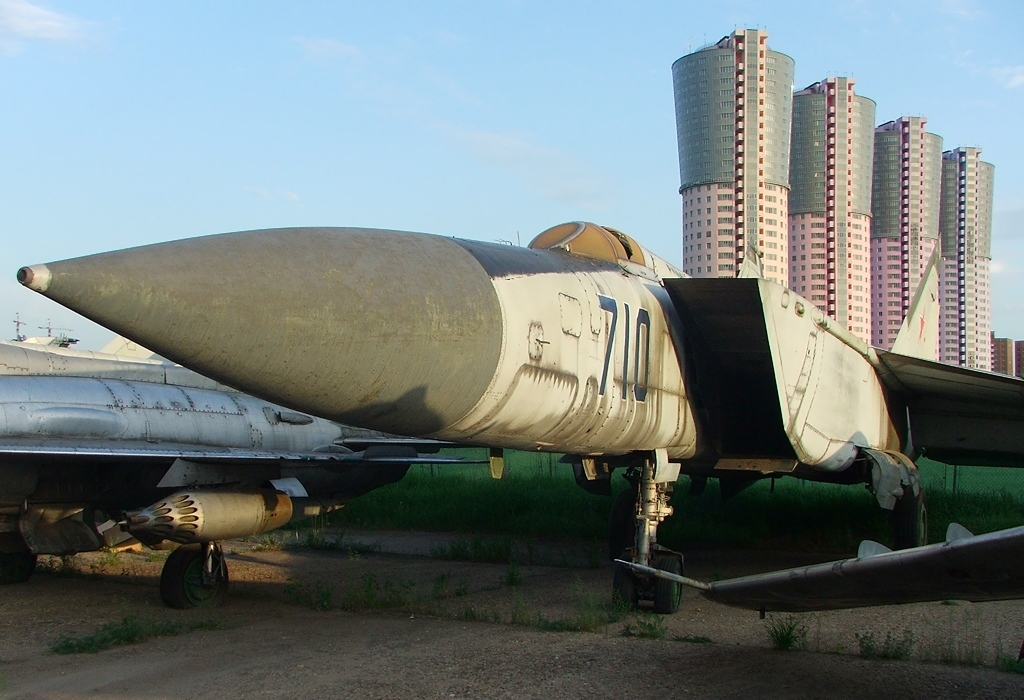
№ 710 in Chodynkafeld

Nach dem letzten Flug im April 1977 wurde die Je-155M № 710 auf dem Chodynkafeld abgestellt und verblieb dort von 1991 bis zur Stilllegung des Flugplatzes und gleichzeitiger Schließung des örtlichen Luftfahrtmuseums 2003. Nachdem es sich noch bis 2012 auf dem Flugplatzgelände befunden hatte, übernahm W. W. Sadoroschni das Flugzeug in sein Privatmuseum bei Medyn (Oblast Kaluga).
Die anderen drei Je-155M existieren nicht mehr.